# Arhita
Arhita iz Terenta (Ἀρχύτας, Arkhýtas, između 435. i 410. pr. Kr. – između 360. i 350. pr. Kr.) bio je grčki filozof, matematičar i fizičar. Bio je strateg Terenta i Platonov prijatelj te pripadao školi pitagorejaca.
Bavio se fizikalno matematičkim problemima muzike te istaknuo ovisnost visine tona o frekvenciji titraja. 
Bavio se i astronomskim problemima. Razvio je pojmove aritmetičke, geometrijske i harmonijske sredine. Prema tradiciji utemeljitelj je i znanstvene mehanike. Zastupao je načelo ekonomskog izjednačavanja ljudi kao temelj društvene harmonije.

## Poveznice
- Filozofija
- Platon
- Filolaj